# Kaiserbaracke
Kaiserbaracke is een kruispunt nabij het Belgische Recht waar de N62 en de N659 elkaar kruisen, wat via een rotonde geschiedt. Zo kan men via doorgaande wegen Vielsalm, Sankt Vith, Malmedy en Amel bereiken.
Het strategisch kruispunt heeft een rol gespeeld in het Ardennenoffensief (The Kaiserbaracke Crossroads) eind december 1944. Op deze plaats werden een aantal iconische foto's gemaakt.
In de onmiddellijke nabijheid van Kaiserbaracke werd de autosnelweg A27 aangelegd en ontstond een bedrijventerrein dat eveneens de naam Kaiserbaracke draagt. Hierdoor heeft de – tijdens het Ardennenoffensief nog eenzaam in de bossen gelegen – Kaiserbaracke een geheel andere omgeving gekregen.

## Nabijgelegen kernen
Recht, Ligneuville, Born, Emmels